# Rozsdabarna pókhálósgomba
A rozsdabarna pókhálósgomba (Cortinarius caninus) a pókhálósgombafélék családjába tartozó, Európában és Észak-Amerikában honos, fenyvesekben élő, nem ehető gombafaj. 

## Megjelenése
A rozsdabarna pókhálósgomba kalapja 3-10 (14) cm széles, fiatalon félgömb alakú, majd domborúan kiterül. Színe eleinte tompa kékesszürke,, majd hamarosan okkerbarnára, vörösbarnára változik. Széle sokáig begöngyölt. 
Húsa fehéres, idősen sárgás-barnásabb; a tönk csúcsánál kékes. Szaga kissé retekszerű lehet, íze nem jellegzetes.
Igen sűrű lemezei tönkhöz nőttek. Színük fiatalon kékes, liláskékes, lilásbarnás, majd szürkésbarna, idősen fahéjbarna. 
Tönkje 4-10 cm magas és 0,5-1,5 cm vastag. Alakja egyenletesen vastag vagy tövénél kissé bunkós. Felszíne szálas. Színe a csúcsánál kékes, lejjebb eleinte fehéres, később szürkéssárgás. A vélum gyakran keskeny gallérzónát hagy maga után a tönkön.  
Spórapora rozsdabarna. Spórája majdnem kerek vagy széles ellipszis alakú, közepesen vagy durván szemölcsös, mérete (7,5) 8-9 x 6-7 µm.

### Hasonló fajok
A lilás pókhálósgomba, a kesernyés pókhálósgomba, a szálaskalapú pókhálósgomba, a szagos pókhálósgomba, a gyűrűs ráncosgomba, a pompás pókhálósgomba, a fahéjvörös pókhálósgomba hasonlít hozzá. 

## Elterjedése és termőhelye
Európában és Észak-Amerikában honos. 
Elsősorban fenyvesekben (inkább luc alatt), ritkábban lombos erdőkben él. Nyártól késő őszig terem. 

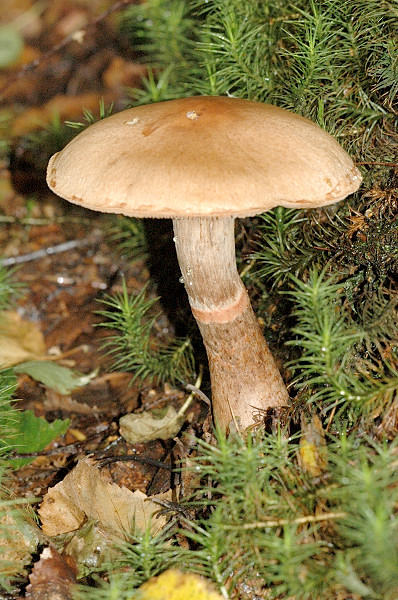
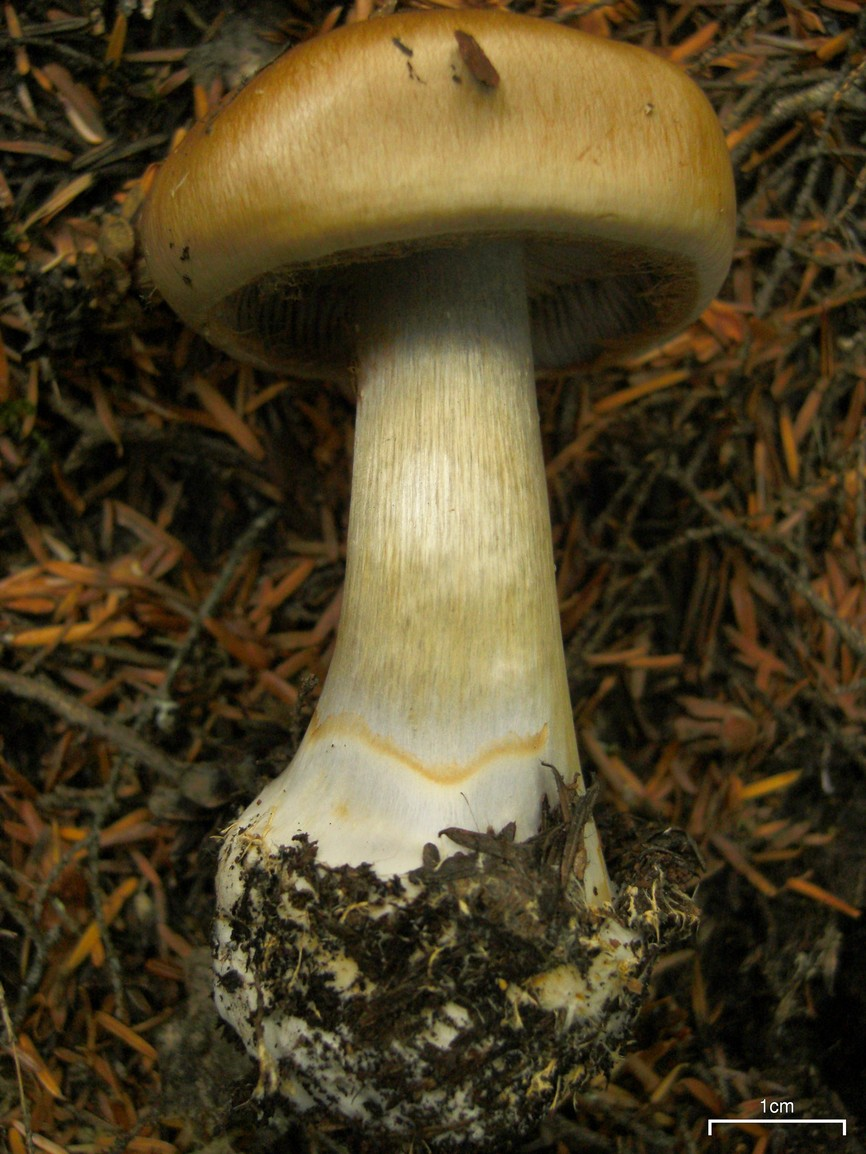
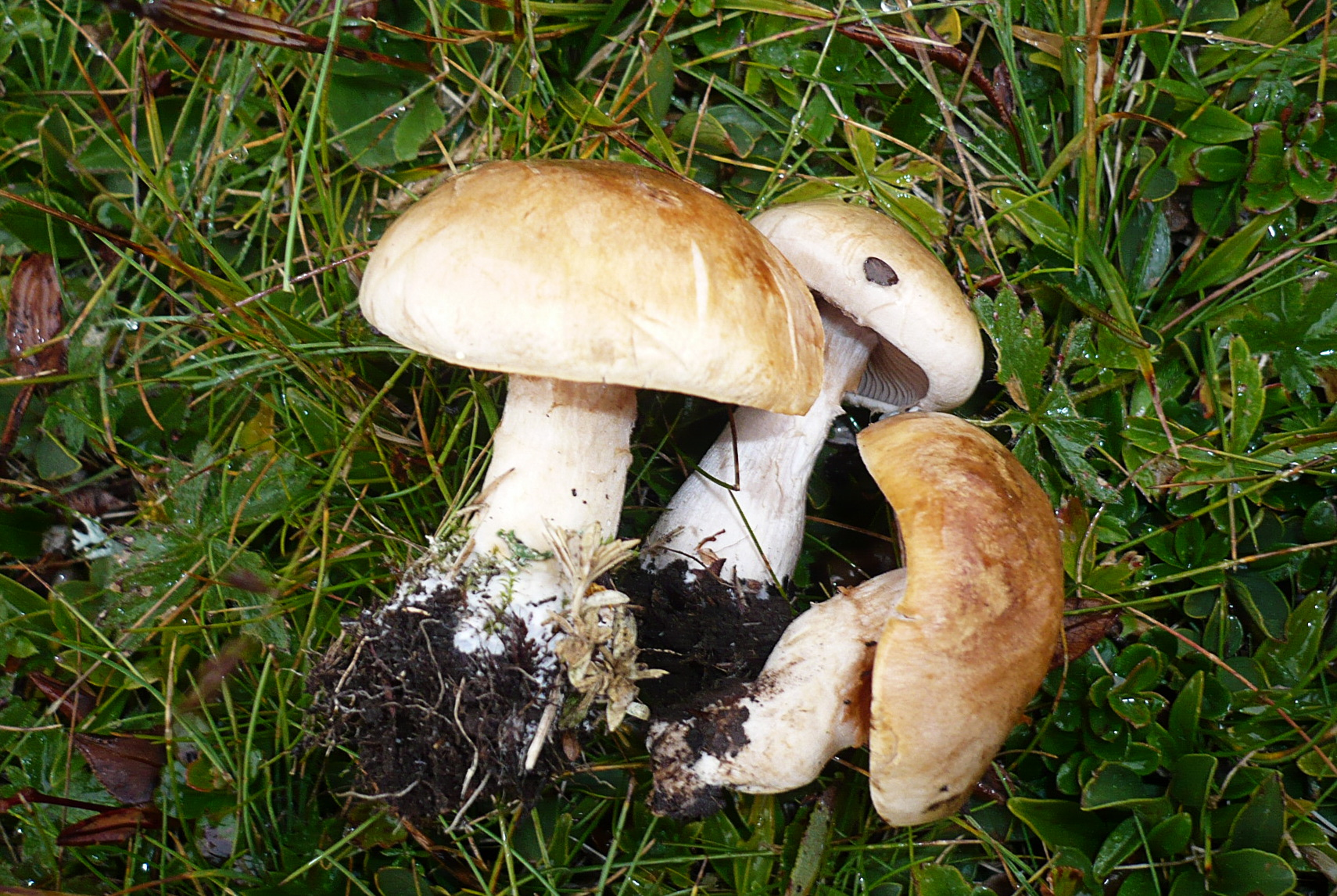
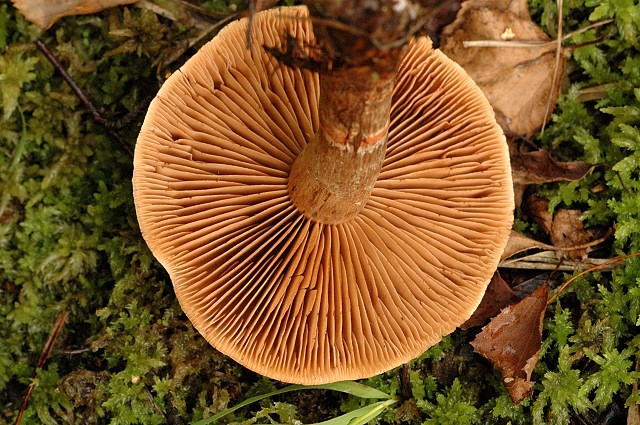
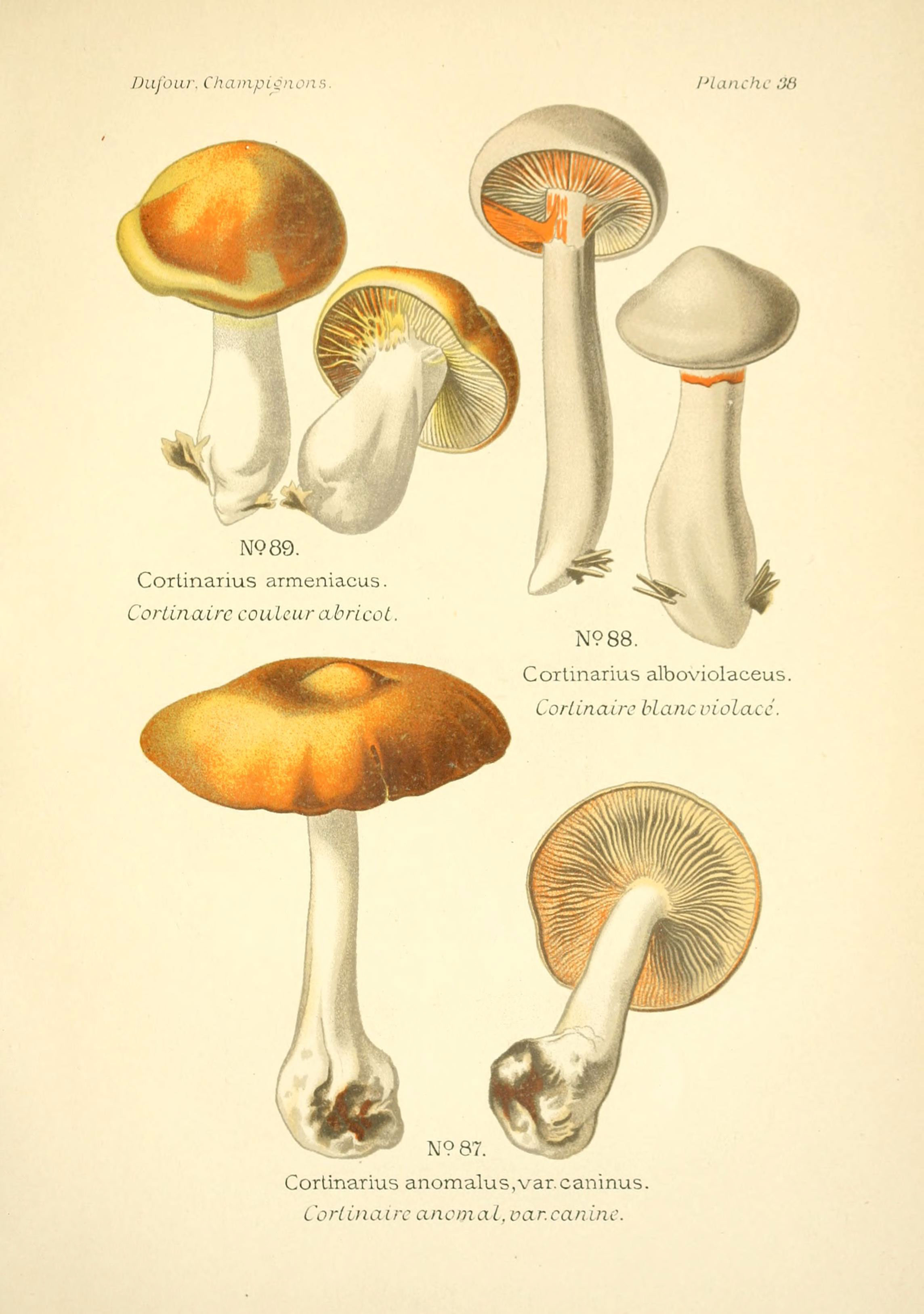

Nem ehető. 